# Lovely (chanson)
Pour les articles homonymes, voir Lovely.
Singles par Billie Eilish
Bitches Broken Hearts
(2018) You Should See Me in a Crown
(2018)
Singles par Khalid
Love Lies
(2018) OTW
(2018)
Clip vidéo
[vidéo] « Lovely », sur YouTube
Lovely (stylisée en minuscules : « lovely ») est une chanson interprétée par Billie Eilish et Khalid pour la bande originale de la deuxième saison de la série télévisée américaine 13 Reasons Why.
Initialement sortie en single (chez Darkroom / Interscope le 19 avril 2018), elle fut aussi incluse dans l'édition augmentée et l'édition japonaise du premier EP de Billie Eilish, Don't Smile at Me.
En janvier 2021, le clip vidéo atteint le milliard de visionnages sur YouTube.

## Composition
La chanson est écrite et composée par Billie Eilish O'Connell, Khalid et Finneas O'Connell et produite par ce dernier.

## Classements
| Classement (2018—19)            | Meilleure position |
| ------------------------------- | ------------------ |
| Australie (ARIA)                | 5                  |
| Autriche (Ö3 Austria Top 40)    | 60                 |
| Belgique (Flandre Ultratip 100) | 7                  |
| Belgique (Wallonie Ultratip 50) | 13                 |
| Canada (Hot 100)                | 46                 |
| Tchéquie (IFPI Singles Digitál) | 32                 |
| Allemagne (Media Control AG)    | 78                 |
| Irlande (IRMA)                  | 25                 |
| Pays-Bas (Single Top 100)       | 12                 |
| Nouvelle-Zélande (RMNZ)         | 4                  |
| Norvège (VG-lista)              | 39                 |
| Portugal (AFP)                  | 15                 |
| Écosse (OCC)                    | 91                 |
| Suède (Sverigetopplistan)       | 58                 |
| Suisse (Schweizer Hitparade)    | 46                 |
| Royaume-Uni (UK Singles Chart)  | 47                 |
| États-Unis (Hot 100)            | 64                 |